# Incidente de Juye

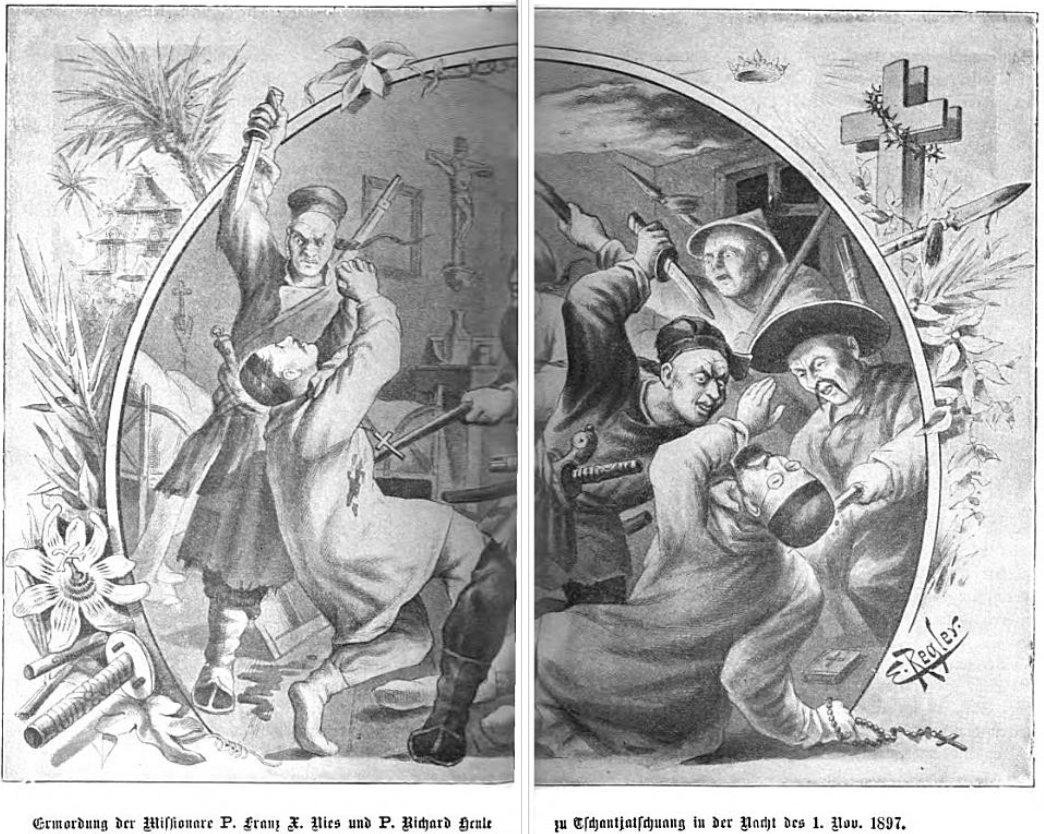
Representación alemana contemporánea del incidente de Juye.

El incidente de Juye (chino: 曹州敎案 o 巨野敎案; pinyin: Cáozhōu Jiào'àn o Jùyě Jiào'àn, alemán: Juye Vorfall) hace referencia al asesinato de dos misioneros católicos alemanes, Richard Henle y Franz Xaver Nies, de los Misioneros del Verbo Divino, en el condado de Juye de la provincia de Shandong, China, en la noche del 1 al 2 de noviembre de 1897 (desde el Día de Todos los Santos hasta el Día de los Fieles Difuntos). Un tercer misionero, Georg Maria Stenz, sobrevivió ileso al ataque.

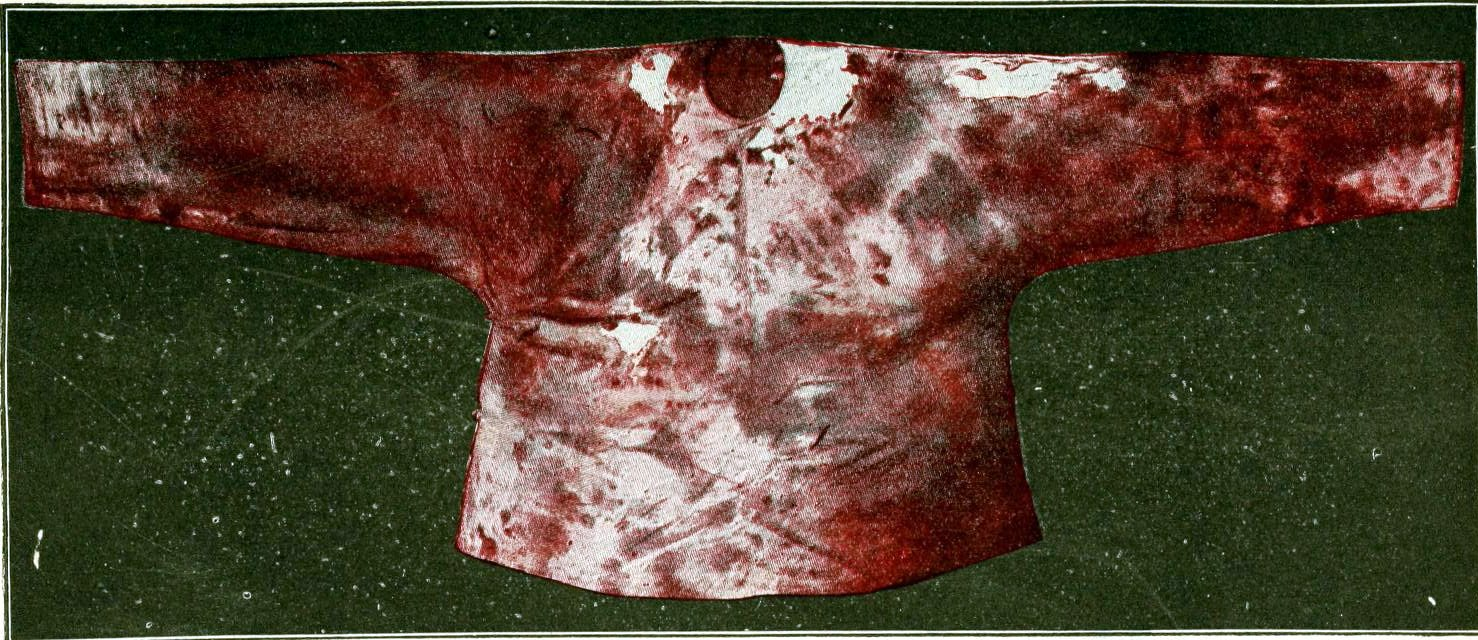
Camiseta interior ensangrentada de Franz Xaver Nies.

El lugar donde tuvo lugar el incidente estaba ubicado en la aldea de Zhang Jia (chino simplificado: 张家庄; chino tradicional: 張家莊; pinyin: Zhāng Jiā Zhuāng, escrito "Tshantyachuang" en los escritos de Georg M. Stenz), a unos 10 km al noreste de la ciudad de Juye y a unos 25 km al noroeste de la ciudad de Jining. Georg M. Stenz era el sacerdote destinado en la aldea de Zhang Jia y los otros dos misioneros, Henle y Nies, habían venido a visitarlo. Stenz describe los eventos del incidente de la siguiente manera:
Antes de irse a la cama poco antes de la medianoche, los misioneros habían practicado la Misa de Réquiem (Miseremini mei) para el siguiente Día de los Difuntos. Stenz había cedido su habitación a sus invitados por la noche y él mismo se había mudado a una habitación vacía. Creyendo que la zona estaba tranquila, los misioneros no tomaron ninguna precaución y Stenz dejó la puerta de su habitación sin llave. Un grupo de veinte a treinta hombres armados irrumpió en el recinto de la misión poco después de que los misioneros se hubieran acostado. Rompieron la puerta de la habitación donde se alojaban Henle y Nies y mataron a los dos misioneros. Se descubrió que ambas víctimas habían sufrido numerosas heridas por apuñalamiento y ambas murieron poco antes de la medianoche. Los atacantes buscaron a Stenz, pero no pudieron encontrarlo. Se retiraron cuando los cristianos chinos locales llegaron al lugar para ayudar. 
No se sabe con certeza quién cometió los asesinatos, pero se asume más comúnmente que el ataque fue lanzado por miembros de la Sociedad de las Grandes Espadas. Stenz culpó del ataque al director de una aldea vecina (Cao Jia Zhuang, deletreada "Tsaotyachuang" por Stenz y ubicada a unos 10 km al sur de la aldea de Zhang Jia) y creía que el ataque tenía sus raíces en una disputa entre el alcaide y comparativamente parientes adinerados que se habían convertido al cristianismo y, por lo tanto, se habían negado a pagar las fiestas del templo local.

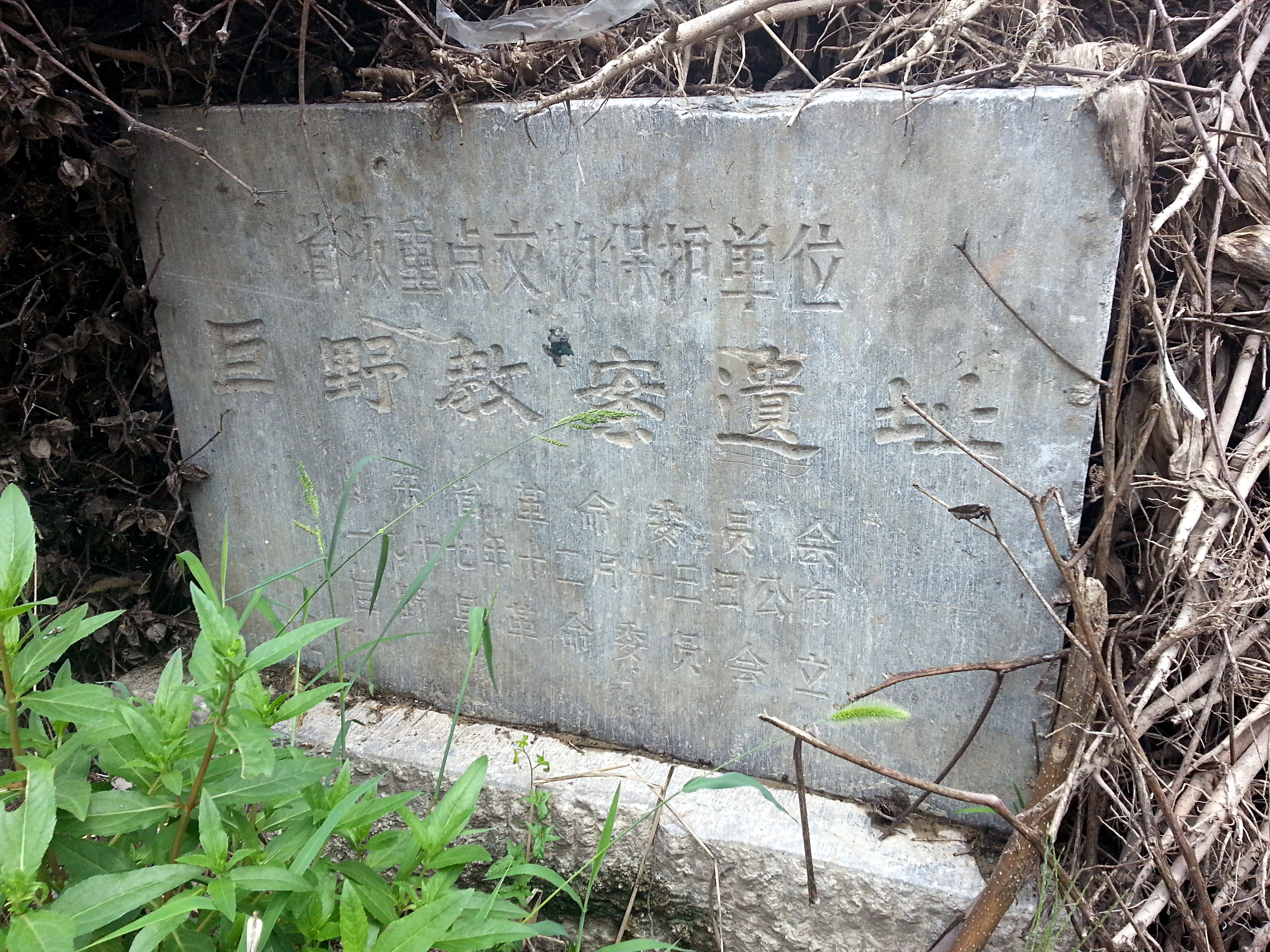
Inscripción en el lugar del incidente.

Menos de dos semanas después del incidente de Juye, el Imperio alemán utilizó los asesinatos de los misioneros como pretexto para apoderarse de la bahía de Jiaozhou en la costa sur de Shandong. Bajo amenazas alemanas, el gobierno Qing también se vio obligado a destituir a muchos funcionarios de Shandong (incluido el gobernador Li Bingheng) de sus puestos y a construir tres iglesias católicas en la zona (en Jining, Caozhou y Juye) por cuenta propia. La misión que había sido atacada también recibió 3.000 taels de plata en compensación por propiedad robada o dañada, y recibió el derecho a construir siete residencias fortificadas en la zona, también con cargo al gobierno. Este asentamiento fortaleció la labor misionera en el sur de la provincia de Shandong y fue parte de los eventos que llevaron al levantamiento de los bóxers (1899-1900), un movimiento dirigido contra la presencia cristiana y extranjera en el norte de China. Imitando a Alemania, otras potencias (Rusia, Gran Bretaña, Francia y Japón) comenzaron "una lucha por concesiones" para asegurar sus propias esferas de influencia en China.
El historiador Paul Cohen ha llamado al incidente de Juye "la brecha inicial en un proceso de actividad imperialista muy intensificada en China" y Joseph W. Esherick comenta que los asesinatos de Juye "desencadenaron una cadena de eventos que alteraron radicalmente el curso de la historia china".